# Penitentes
Penitentes su sniježne formacije koje se nalaze na ledenjacima. Nalaze se na velikim nadmorskim visinama. Mogu biti visoke od nekoliko centimetara do oko pet metara.

## Vanjske poveznice
- "Spiky glaciers are slower to melt"  Arhivirana inačica izvorne stranice od 11. svibnja 2008. (Wayback Machine), New Scientist